# 린다 셰인
린다 셰인(Linda Shayne)은 미국의 배우, 영화 감독, 각본가이다.
캐나다에서 태어났다.

## 영화
- 리틀 고스트 (1997년)
- 외계인 먼치 2 (1994년)
- 외계인 먼치 (1992년)
- 외계 소년 퍼플 (1988년)
- 무인지대 (1987년)
- 런어웨이 (1986년)
- 루즈 스크류스 (1985년)
- 로스트 엠파이어 (1985년)
- 스크류볼스 (1983년)
- 심해의 공포 (1980년) - 샌디 미스 샐몬 역